# Mord i Venedig
Mord i Venedig (engelska: A Haunting in Venice) är en amerikansk mysteriefilm från 2023. Filmen är regisserad av Kenneth Branagh och är baserad på författaren Agatha Christies deckarroman Mord på Allhelgonadagen (engelska: Hallowe'en Party) från 1969, samt en uppföljare till de tidigare filmerna Mordet på Orientexpressen (2017) och Döden på Nilen (2022). I rollerna syns bland annat filmens regissör Kenneth Branagh i rollen som Hercule Poirot, en roll som han tidigare har spelat i de två andra filmerna.
Filmen hade sin biopremiär i Sverige den 15 september 2023, utgiven av Walt Disney Studios Motion Pictures.

## Handling
År 1947 har Hercule Poirot dragit sig tillbaka till Venedig, efter att ha förlorat sin tro på Gud och mänskligheten, med den före detta polisen Vitale Portfoglio som livvakt. Mysterieförfattaren Ariadne Oliver övertalar Poirot att delta i en Halloweenfest och seans i den berömda operasångerskan Rowena Drakes palats, för att avslöja Joyce Reynolds - en sjuksköterska från första världskriget som blivit medium - som en bedragare. Palazzo, ett före detta barnhem, tros vara hemsökt av andarna från föräldralösa barn som låstes in och övergavs för att dö där under en pest som spred sig över hela staden. Rykten gör gällande att andarna plågar alla sjuksköterskor och läkare som vågar komma in.
Rowena har anlitat Joyce för att kommunicera med sin dotter Alicia, som begick självmord efter att Alicias fästman, kocken Maxime Gerard, avslutade deras förlovning. Bland gästerna finns Rowenas hushållerska Olga Seminoff, Drakes husläkare Leslie Ferrier och hans son Leopold, och Joyces romska assistent Desdemona Holland. De får sällskap av Maxime precis innan seansen, och under den avslöjar Poirot Desdemonas halvbror Nicholas – och Joyces andra assistent – som gömmer sig i skorstenen. Joyce talar plötsligt med Alicias röst och säger att en av gästerna mördade henne. Poirot konfronterar Joyce, som ger honom sin mask och mantel och kryptiskt säger att de inte kommer att träffas igen. Sekunder senare dränker en okänd gärningsman nästan Poirot när han leker med ett äpple, medan Joyce faller från en övervåning och spetsas på en staty på innergården.
När en storm isolerar palatset intervjuar Poirot gästerna, under vilka han bevittnar manifestationer av Alicias spöke och hör en ung flicka nynna på en melodi. Undersökningen ger förbryllande resultat:
- Leslie, som är svårt traumatiserad av sina upplevelser i koncentrationslägret Bergen-Belsen, är förälskad i Rowena.
- Maxime, som från början inte var inbjuden, bröt sin och Alicias förlovning eftersom Rowena ogillade honom, och Alicia var besatt av att hålla sin mamma lycklig.
- Nicholas och Desdemona har stulit från Joyce och har för avsikt att resa till St. Louis, Missouri, som de blev förälskade i efter att delvis ha sett Meet Me in St. Louis i ett flyktingläger.
- Leopold påstår sig höra samma röst som Poirot har hört, ett påstående som senare också gjordes av Leslie.

När gästerna upptäcker en underjordisk kammare med barnskelett och bin, drabbas Leslie av en panikattack och dödar nästan Maxime. Han är inlåst i musikrummet för att återhämta sig, Rowena ger Poirot den enda nyckeln. Efter att ha undersökt Maximes inbjudan drar Poirot slutsatsen att Ariadne skickade den och konspirerar med Vitale: Vitale, som utredde Alicias död och avgick från polisen som ett resultat av fallet, gav Joyce privata detaljer, medan Ariadne hade hoppats kunna använda Poirots oförmåga att förklara det övernaturliga som en komplott för sin nästa bok. Leslie hittas sedan död med en kniv i ryggen.
Poirot samlar de återstående gästerna och avslöjar att Rowena orsakade Alicias, Joyces och Leslies död, i hopp om att få dem att framstå som en del av barnens förbannelse. Besatt av att behålla Alicia för sig själv, förgiftade Rowena henne med små doser av honungen, vilket försvagade och sedan tog hand om en hallucinerande Alicia (samma honung som tydligen orsakade Poirots visioner) för att isolera henne från Maxime när de planerade att försonas. Natten då Alicia begick självmord gav Olga ovetandes Alicia te som innehöll en dödlig dos och Rowena, som var rädd för att bli avslöjad, iscensatte allt. När utpressningshoten kom misstänkte Rowena antingen Joyce eller Leslie. Hon försökte dränka Poirot, insåg att hon hade misstagit honom för Joyce och knuffade sedan ihjäl Joyce. Senare, över palatsets interna telefonlinje, tvingade hon Leslie att knivhugga sig själv genom att hota att döda Leopold. När Poirot konfronterar Rowena på taket verkar Alicias spöke dyka upp för dem båda, vilket drar ner Rowena från byggnaden och ner i kanalen där hon drunknar.
I gryningen skiljs Poirot från Ariadne och väljer att inte anmäla Vitales bedrägeri. Senare konfronterar Poirot privat den unge Leopold, den verklige utpressaren som behövde försörja sig själv och sin far: Leopold hade identifierat de förgiftningstecken som hans far som var läkare, och insåg att Rowenas första huvudroll var i en opera vars huvudperson är "gifternas kung". Poirot föreslår att Leopold och Olga renar sina samveten genom att ekonomiskt hjälpa familjen Holland att börja om på nytt i St. Louis. Poirot är i stort sett återställd och återvänder hem för att ta emot nya fall.

## Rollista
- Kenneth Branagh – Hercule Poirot
- Kyle Allen – Maxime Gerard
- Camille Cottin – Olga Seminoff
- Jamie Dornan – Leopold Ferriers far
- Tina Fey – Ariadne Oliver
- Jude Hill – Leopold Ferrier
- Kelly Reilly – Rowena Drake
- Michelle Yeoh – Joyce Reynolds
- Emma Laird – Desdemona Holland
- Riccardo Scamarcio – Vitale Portfoglio
- Ali Khan – Nicholas Holland

## Produktion
Kort efter premiären av Mordet på Orientexpressen uttryckte regissören Kenneth Branagh sitt intresse för att adaptera andra romaner, noveller och pjäser av författaren Agatha Christie bortom Döden på Nilen och på så sätt skapa sitt eget filmuniversum. Som ett resultat av detta dök de första rapporterna om arbetet med en tredje Hercule Poirot-film upp i oktober 2020. Efter lanseringen av Döden på Nilen meddelade 20th Century Studios president Steve Asbell i mars 2022 att författaren Michael Green redan hade färdigställt ett manus baserat på en av Christies mindre kända romaner. Branagh kom återigen att regissera filmen, som utspelar sig i efterkrigstidens Venedig. Uppföljaren visar dock en förändring i genre och ton jämfört med de två tidigare filmerna.
I oktober 2022 meddelade 20th Century Studios att uppföljaren skulle vara en anpassning av Agatha Christie-romanen Mord på Allhelgonadagen, med titeln A Haunting In Venice. Handlingen flyttades från London till Venedig av manusförfattaren Green, eftersom den mystiska staden erbjöd en naturlig grund för en kuslig atmosfär. I huvudrollerna engagerades Kyle Allen, Camille Cottin, Jamie Dornan, Tina Fey, Jude Hill, Kelly Reilly, Riccardo Scamarcio, Michelle Yeoh, Emma Laird och Ali Khan. Producenter var Ridley Scott, Simon Kinberg, Mark Gordon och Judy Hofflund, medan Louise Killin och James Prichard var exekutiva producenter.

### Inspelning
Inspelningen med filmfotografen Haris Zambarloukos började den 31 oktober 2022 på Pinewood Studios nära London. I slutet av 2022 flyttades produktionen till Venedig, där inspelningen ägde rum på bland annat Canal Grande, Suckarnas bro, Markusplatsen, San Samuele-kyrkan och ön San Giorgio Maggiore. Palatsen Contarini del Bovolo, Malipiero, Grimani, Pisani a Santo Stefano och Dogepalatset fungerade också som bakgrund. Det centrala spökhuset, å andra sidan, byggdes efter modell av Palazzo Grioni i Pinewood Studios, med scenografen John Paul Kelly som designade interiören som en "labyrint av förvirring". Produktionen producerade också en miniatyrmodell av palatset och dess omgivningar för flygfotografering, medan filmstudiorna också byggde bakgrunden av en kanal i vattentankar på vilka riktiga gondoler kunde åka. Budgeten var cirka 60 miljoner dollar.

### Filmmusik
Filmmusiken är komponerad av Oscarsvinnaren Hildur Guðnadóttir. Islänningen ville betona Hercule Poirotsinre konflikt i synnerhet med ett ganska intimt partitur och öka spänningen genom jämförelsevis lågmälda melodier. Guðnadóttir förlitade sig på efterkrigstidens atonala musik, kännetecknad av slumpmässighet och nya speltekniker, medan mer uttrycksfulla, romantiska melodier användes i tillbakablickar. För de isolerade skräckelementen användes blåsinstrument som "skrikande" klarinetter.

## Mottagande
På Rotten Tomatoes är 75 % av 293 kritikers recensioner positiva, med ett genomsnittligt betyg på 6,5/10. Webbplatsens konsensus lyder: "En mörkare och kusligare snurr på Branaghs Poirot, A Haunting in Venice är ett anständigt Halloween-snack vars kravlösa mysterium får ett lyft från snygg grafik och en stjärnspäckad rollista." Metacritic, som använder ett viktat genomsnitt, gav filmen betyget 63 av 100, baserat på 52 kritiker, vilket indikerar "generellt positiva" recensioner. Publiken som tillfrågades av CinemaScore gav filmen ett genomsnittligt betyg på "B" på en skala från A+ till F, samma som de två första delarna, medan de som tillfrågades på PostTrak gav den ett totalt positivt betyg på 73 %, med 48 % som sa att de definitivt skulle rekommendera filmen.
Jason Zinoman, som skriver för The New York Times, kallade filmen för en "deckare med ett stänk av skräck" och skrev: "I gränsöverskridande genrer kan Haunting fastna i mitten. Men det är kul att vara där. Det som är konsekvent är den eleganta grafiken – anslående foto av Haris Zambarloukos – som markerar den här filmens verkliga genre som överdådig gammaldags Hollywood-underhållning." Justin Chang från Los Angeles Times sa: "Det som dröjer sig kvar från den här filmen är inte den vanliga samlingen av ledtrådar och villospår [..] men en fritt svävande känsla av sorg, mycket av den rotad i karaktärernas turbulenta minnen av kriget bara några år tidigare". Ann Hornaday från The Washington Post var inne på samma linje och beskrev filmen som "stämningsfull", de berömde båda skådespelarnas prestationer. Saibal Chatterjee skrev för NDTV: "A Haunting In Venice, ett par jump scares till trots, kanske inte ger dig kalla kårar till benen, men som en berättelse fokuserad på de känslomässiga och psykologiska konsekvenserna av ett förödande krig, fungerar den briljant".
Matt Zoller Seitz hyllade manuset, regin och produktionsvärdena och sa: "Filmer är sällan regisserade i den här stilen längre". Han tillade att det var en "empatisk skildring av den dödshemsökta mentaliteten hos människor från Branaghs föräldrars generation". Seitz och kritikern Michael Phillips (Chicago Tribune) utnämnde den till den bästa av Branaghs Hercule Poirot-filmer. Den senare tyckte att skådespelarnas skådespeleri var "ganska listigt". Om föreställningarna sa Mark Kermode: " [...] Alla får 110 procent men inte på ett helt kulisstuggande sätt, på ett sätt som blandar gammaldags och nymodigt.
Vissa kritiker påpekade att filmen kämpade i sin karaktärsutveckling. Kristen Lopez, som skrev för TheWrap, ansåg att nästan alla karaktärer var underutvecklade på grund av uppmärksamheten som gavs till produktionsvärdena, men berömde prestationerna och pekade ut Reilly, Dornan och Yeoh. The Guardians chefsfilmkritiker Peter Bradshaw tyckte också att filmen slösade bort sina skådespelare och gav den två av fem stjärnor.
I en negativ recension tyckte kritikern Caryn James att filmen var "oengagerad" och sa: "Den nya filmen är mycket roligare i sitt tempo, med tråkigare karaktärer". Hon berömde Branagh, Fey och Cottins prestationer, samtidigt som hon sa att så många av skådespelarna i ensemblen "gick i sömnen". I en lika negativ recension kallade David Fear från Rolling Stone filmen "anemisk och trög" och sa att publiken skulle bli "uttråkad till döds."